# Gecarcinucus jacquemontii
Gecarcinucus jacquemontii is een krabbensoort uit de familie van de Gecarcinucidae. De wetenschappelijke naam van de soort is voor het eerst geldig gepubliceerd in 1844 door Henri Milne-Edwards.